# Лужнецький метроміст
55°42′37″ пн. ш. 37°33′33″ сх. д. / 55.710333333333° пн. ш. 37.559208333333° сх. д.

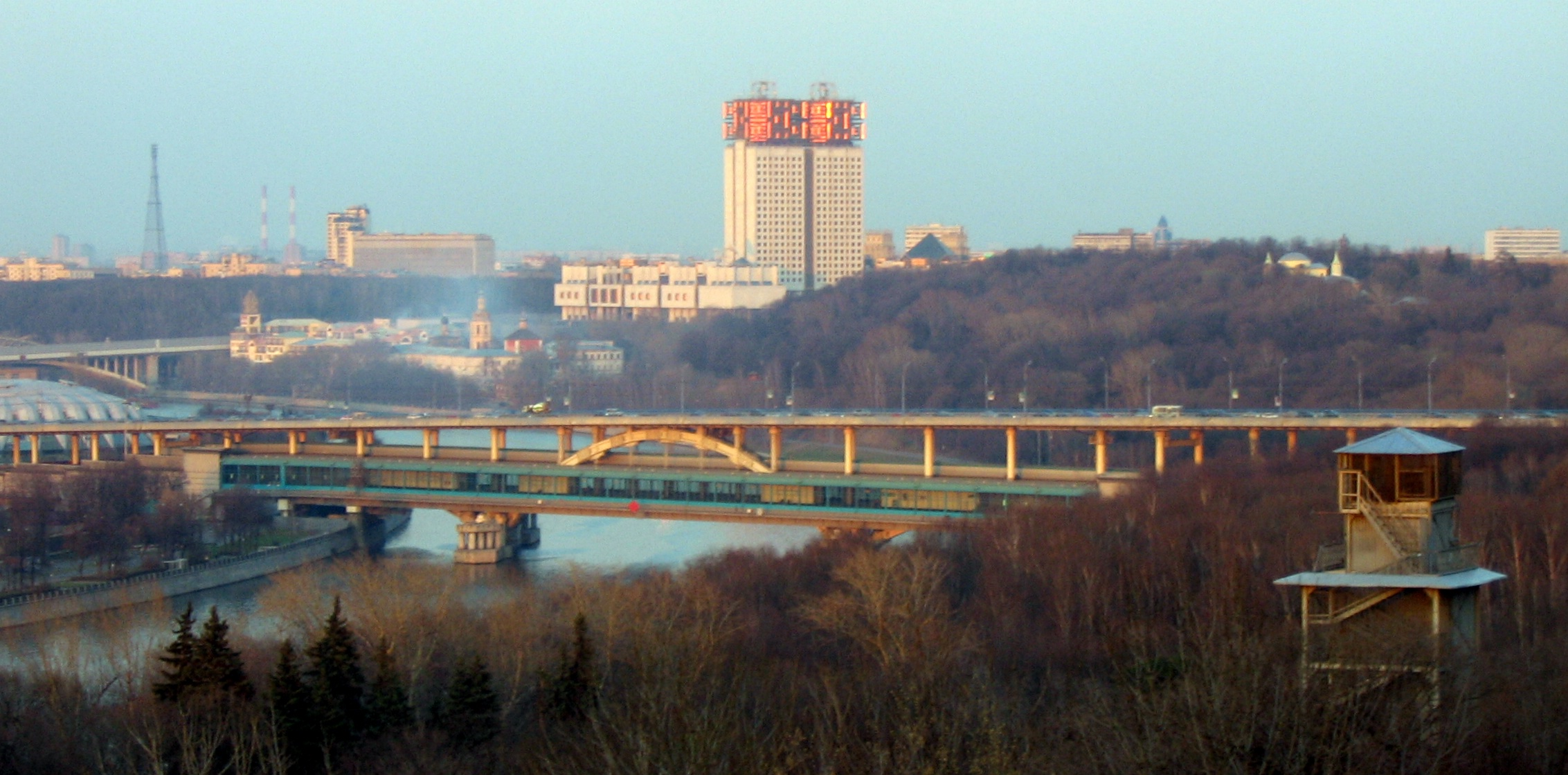
Лужнецький метроміст

Лужнецький метроміст, також міст «Лужники» в Москві — двоярусний арковий міст з попередньо напруженого залізобетону через Москву-ріку, що з'єднує Лужники і Воробйові гори . Верхній ярус — автомобільний, нижній — станція Сокольницької лінії Московського метрополітену «Воробйові гори». Міст, відкритий 12 січня 1959 року, швидко прийшов у непридатність; у 1998—2002 рр.. він був фактично збудований заново з використанням збережених опорних арок і руслових опор.

## Метроміст споруди 1957—1958 гг
Перший проєкт сталевого метромосту, підготовлений Г. Д. Поповим, був відкинутий на користь залізобетонних технологій. Автори реалізованого проєкту — В. Г. Андрєєв, Н. Н. Рудомазін (інженери), К. М. Яковлєв, А. І. Сусоров, Н. І. Демчинський тощо. Міст побудовано «Мостозагіном № 4» в рекордно короткі терміни — 19 місяців.
Метроміст став першим в Москві двоярусним мостом, в нижньому ярусі якого розташувалася станція метрополітену «Ленінські гори» — найдовша в московському метро (272 м). Вісь моста перетинала (і перетинає сьогодні) русло річки Москви під кутом 52 ° 30 '. Три прогони (45,0 + 108,0 + 45,0 м) несли власне станційний зал і верхній, автодорожній рівень шириною 25,8 м зі збірного залізобетону.

## Експлуатація мосту в 1959—1998 рр
Перевірки, проведені в перший сезон експлуатації мосту, виявили передаварійний стан попередньо напружених балок автодорожнього ярусу (аналогічні балки були використані в будівництві Білоруського і Ваганьковського шляхопроводів), порушення гідроізоляції тросів затяжки, що забезпечують цілісність головного аркового прогону; високі бродячі струми, прискорює процеси корозії.
8 липня 1959 станційний зал було залито дощовою водою, рух поїздів тимчасово припинено. У червні 1960 року у вестибюлі обрушився алюмінієвий карниз. Обстеження 1963 року підтвердило загальний передаварійний стан мосту. Причини — поєднання проєктних помилок, дефектів гідроізоляції і використання солі при бетонних роботах. За оцінками 1983 року, до цього часу міст втратив 60 % своєї опорної здатності.
20 жовтня 1983 р. станція була закрита для входу та виходу пасажирів. У 1986—1987 рр.. для невпинного руху поїздів метро були побудовані бічні одноколійні балкові прогони, розташовані у 29 м від осі головного моста. Це дало можливість вести роботи з ремонту дефектних місць з розбиранням повністю негідних бетонних конструкцій, які були розпочати лише в 1998 році.

## Перебудова 1998—2002 рр
Спочатку були посилені внутрішні площини опорних арок із заміною залізобетонних балок затягування — на сталеві. Потім, на початку 1999, зовнішні арки були повністю розібрані. У тому ж році був повністю розібраний верхній, автомобільний, ярус, включаючи опорні колони. Новий автомобільний ярус було відкрито у 2000. У липні-серпні 2002 рух поїздів метро повернулося на основні колії головного моста (потяги рухаються по сталевих балках 1987 року, пересунути з тимчасових опор на консолі головного прогону). 14 грудня 2002 була відкрита для пасажирів станція вже під новою назвою «Воробйови гори».
Не відновленою лишилася лише крита ескалаторна галерея, що раніше зв'язувала південний вестибюль станції з вул. Косигіна в районі перетину з проспектом Вернадського. Пов'язано це по-перше, з неможливістю створення нового виходу до галереї, через перестановку структур новий вихід було відкрито набагато східніше старого. По-друге, ж конструкції самої галереї, спочатку побудованої на схилі в більш 30 °, після закриття станції швидко прийшли в непридатність і за останні двадцять років розвалилися до стану неможливого до реконструкції.

## Ресурси Інтернету
- Історія станції на метро.молот.ру, фото будівництва [Архівовано 17 березня 2013 у Wayback Machine.](рос.)
- Стаття Реконструкція мостового переходу через річку Москва в Лужниках [Архівовано 20 грудня 2008 у Wayback Machine.] (1998—2002) на сайті ВАТ «Інститут Гипростроймост»(рос.)